# ステヴァン・ファディ
ステヴァン・ファディ（Stevan Faddy / Стеван Феди、1986年9月2日 - ）は、モンテネグロの歌手であり、ユーロビジョン・ソング・コンテスト2007のモンテネグロ代表としてフィンランドのヘルシンキで行われた同大会に参加し、「'Ajde」を歌った。
2003年に歌唱コンペティション「イントロ・カラオケ」にて優勝したことからヘルツェグ・ノヴィで開催される音楽祭・スンチャネ・スカレ2003への参加権を得て、同大会では「Poslednja obala」を歌った。この年、音楽賞「モンテフォン」を受賞している。また、ユーロビジョン・ソング・コンテストの代表権を目指して数度にわたって国内大会に挑んでおり、モンテヴィジヤ2005では「Utjeha」を歌って2位に入賞し、当時のセルビア・モンテネグロの代表を決める国内予選エヴロペスマに進出、4位となった。モンテヴィジヤ2006（Montevizija 2006）では「Cipele」を歌い優勝したが、エヴロペスマでは3位に終わり、連邦代表の座を勝ち取ることはできなかった。モンテネグロ独立後の2007年には「Ajde, Kroči」にてモンテネグロ代表に選出され、ヘルシンキで開催されたユーロビジョン・ソング・コンテスト2007に参加するが、準決勝に終わった。

## 出自について
ステヴァン・ファディは、自身がスコットランド人の血を引いていると称している。それによると、モンテネグロがゼタ公国（Zeta）であった時代に、リチャード1世と共に十字軍の一員としてモンテネグロに来て、そこで地元の女性と恋に落ちてそのままモンテネグロに留まったウィリアム・ファディ（William Faddy）という人物が彼の祖先であるとしている。